# El club de les polseres vermelles: Com va començar tot
El club de les polseres vermelles: Com va començar tot (originalment en alemany, Club der roten Bänder – Wie alles begann) és un llargmetratge alemany del 2019 dirigit per Felix Binder. És la preqüela de la sèrie dramàtica Club der roten Bänder, adaptació alemanya de la sèrie catalana Polseres vermelles. Es va estrenar el 14 de febrer de 2019 als cinemes alemanys, i el 30 de maig de 2021 es va estrenar el doblatge en català a TV3.
El club de les polseres vermelles: Com va començar tot és una producció de Bantry Bay Productions i està distribuïda per Universum Film. La producció va ser finançada, entre altres coses, per Film- und Medienstiftung NRW amb un milió d'euros. La pel·lícula es va rodar a Colònia i als voltants l'estiu del 2018. La cinta va recaptar 3.639.136 euros i va portar més de 400.000 espectadors als cinemes.

## Sinopsi
En Leo, en Jordi, la Cristina, l'Ignasi, en Roc i en Toni són adolescents a qui la mala fortuna farà trobar-se al mateix hospital. En Leo, fastiguejat d'aquesta vida de presidiari, segueix el consell d'en Benito, un home gran que fa rehabilitació amb ell: «si no vols que la vida a l'hospital se't converteixi en un infern, cal que facis amics aquí dins». Així és com formarà i liderarà el club de les polseres vermelles.

## Premi i reconeixements
- Festival Internacional de Cinema Juvenil d'Adelaide - Premis de llargmetratges per a adults
  - 2019: premi a la categoria Fet per a majors de 16 anys[6]
- Premi Júpiter
  - 2020: premi per a Luise Befort en la categoria de millor actriu nacional[7]